# Liste der Auslandsvertretungen Australiens

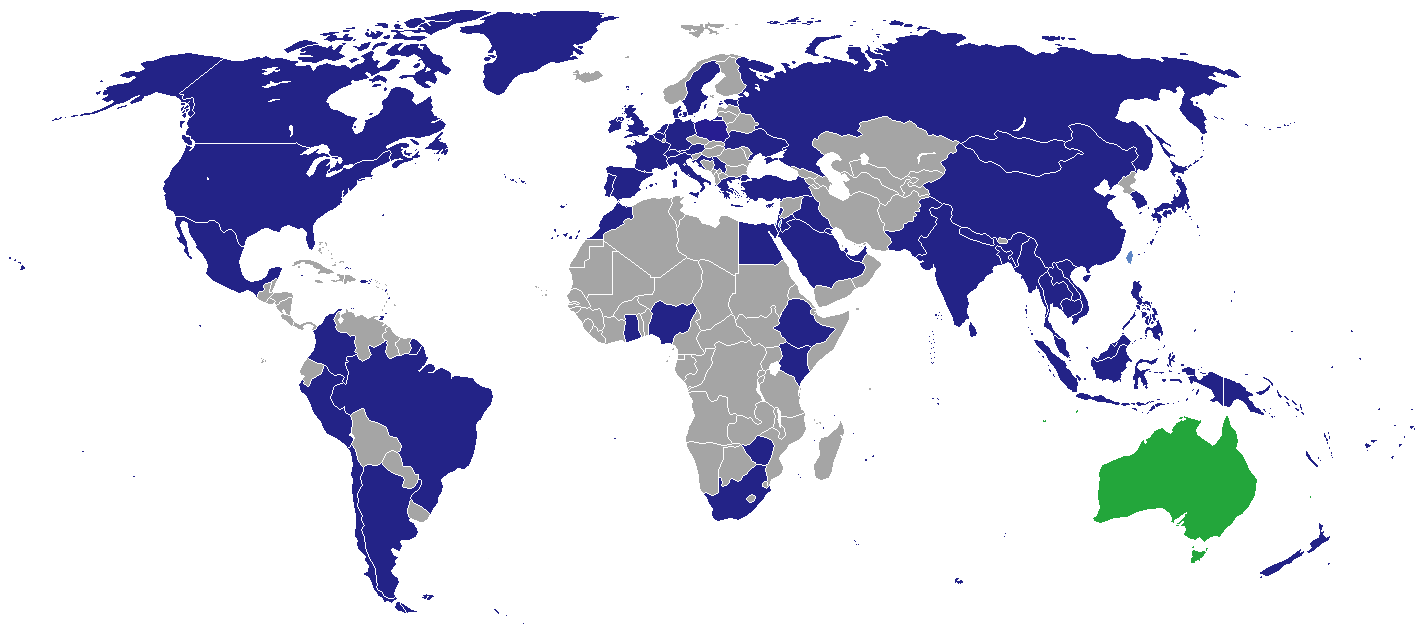
Standorte der diplomatischen Vertretungen Australiens

Dies ist eine Liste der diplomatischen und konsularische Vertretungen Australiens.

## Diplomatische und konsularische Vertretungen

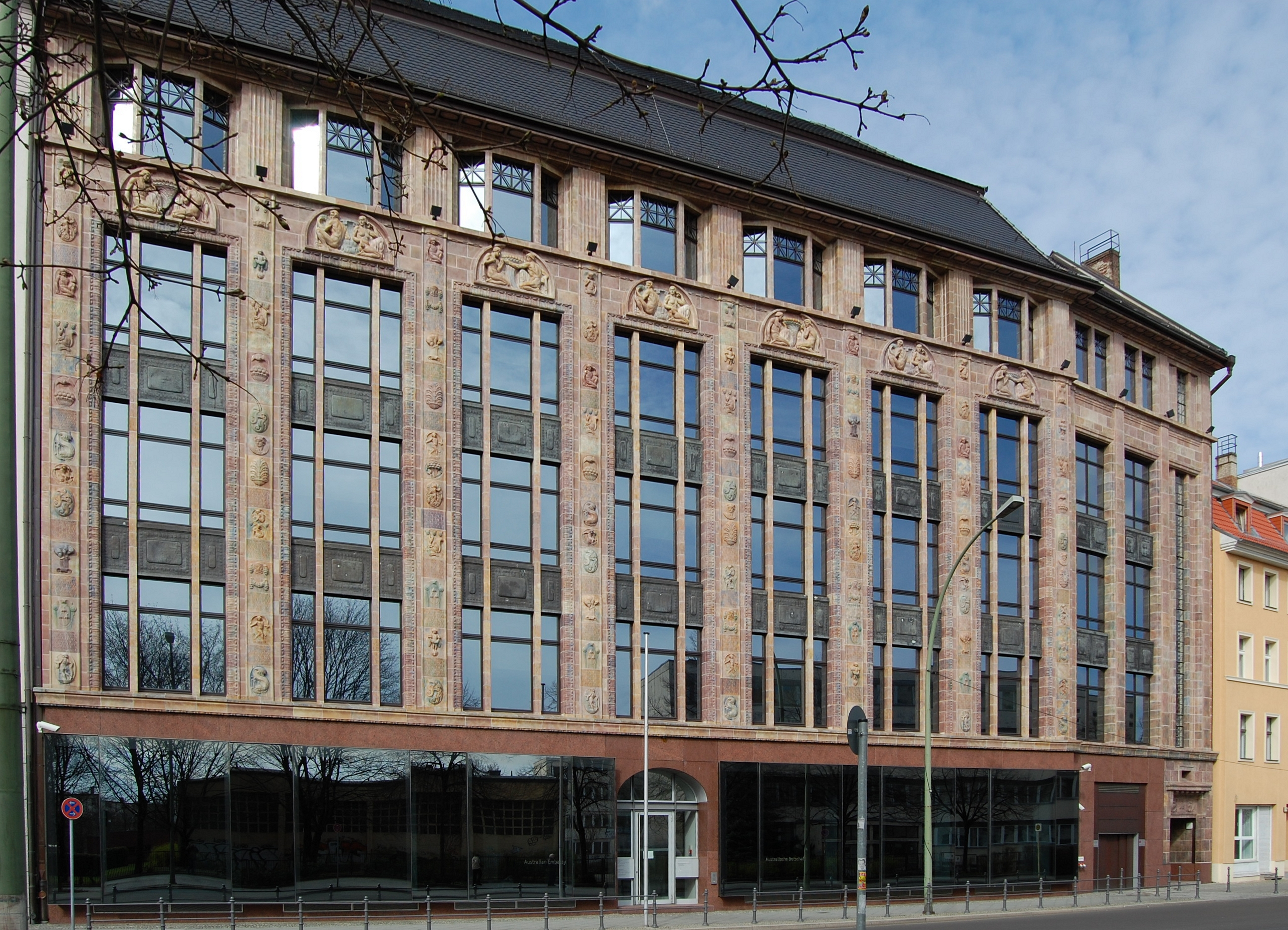
Australische Botschaft in Berlin

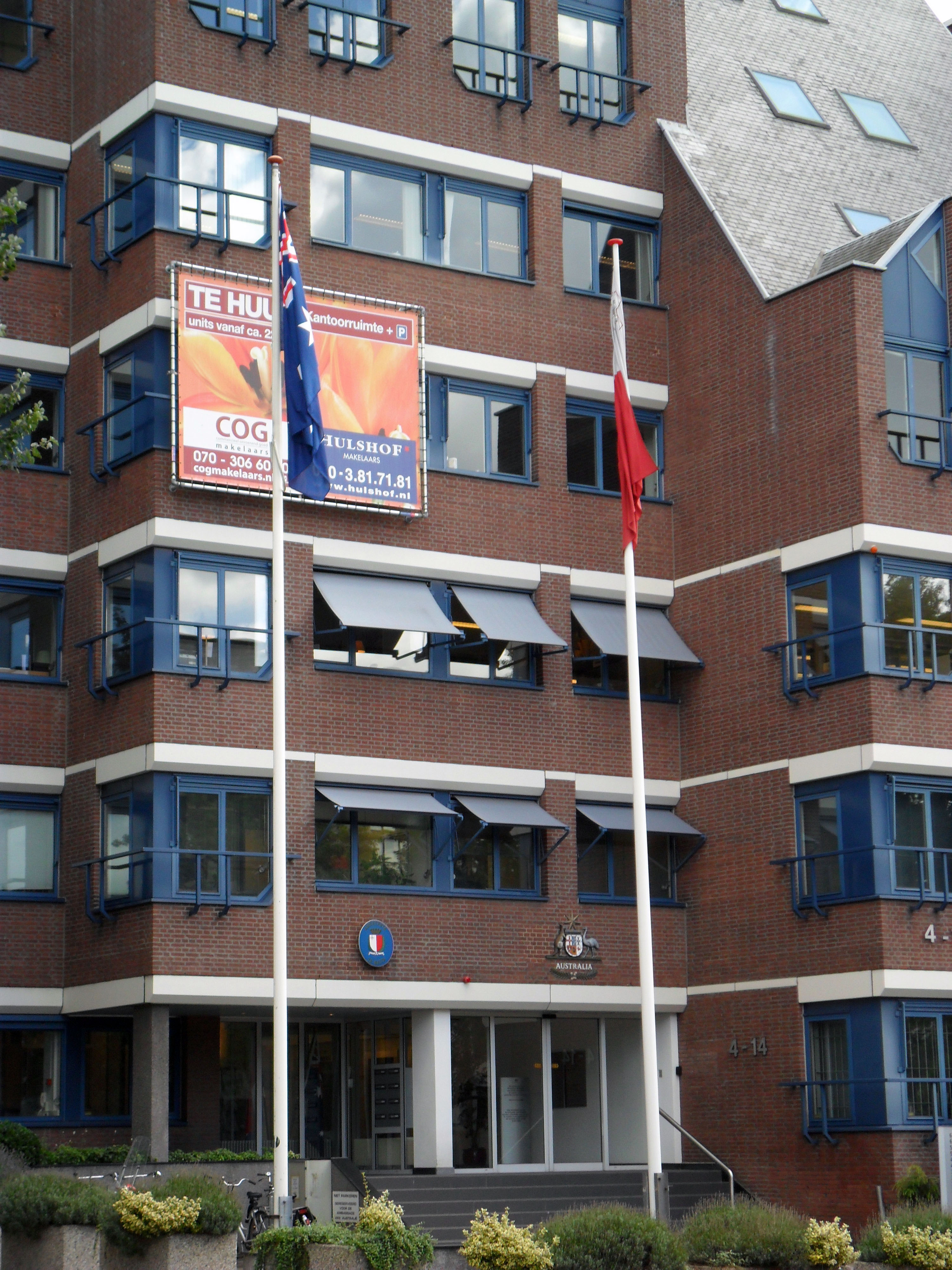
Australische Botschaft in Den Haag

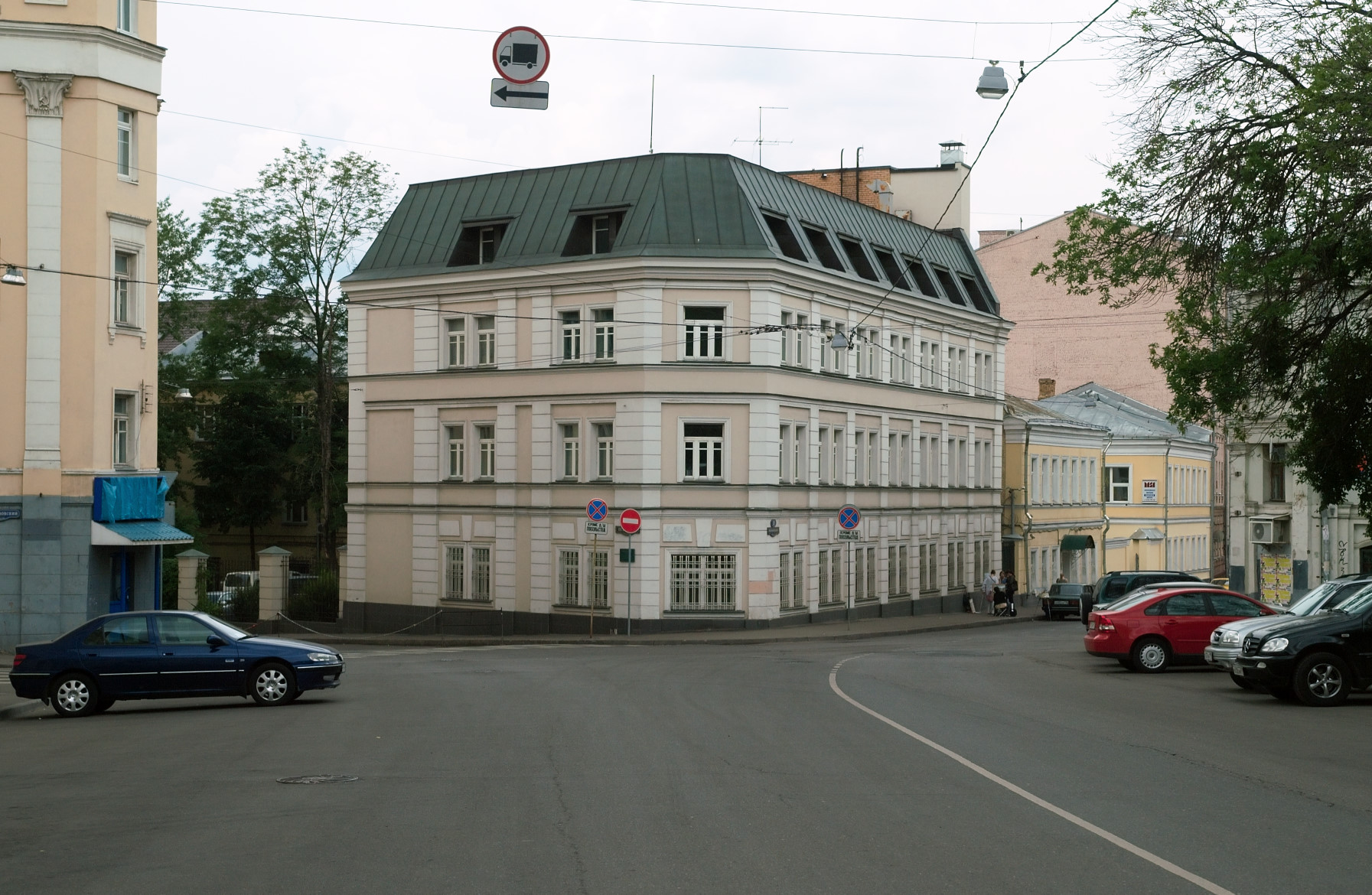
Australische Botschaft in Moskau

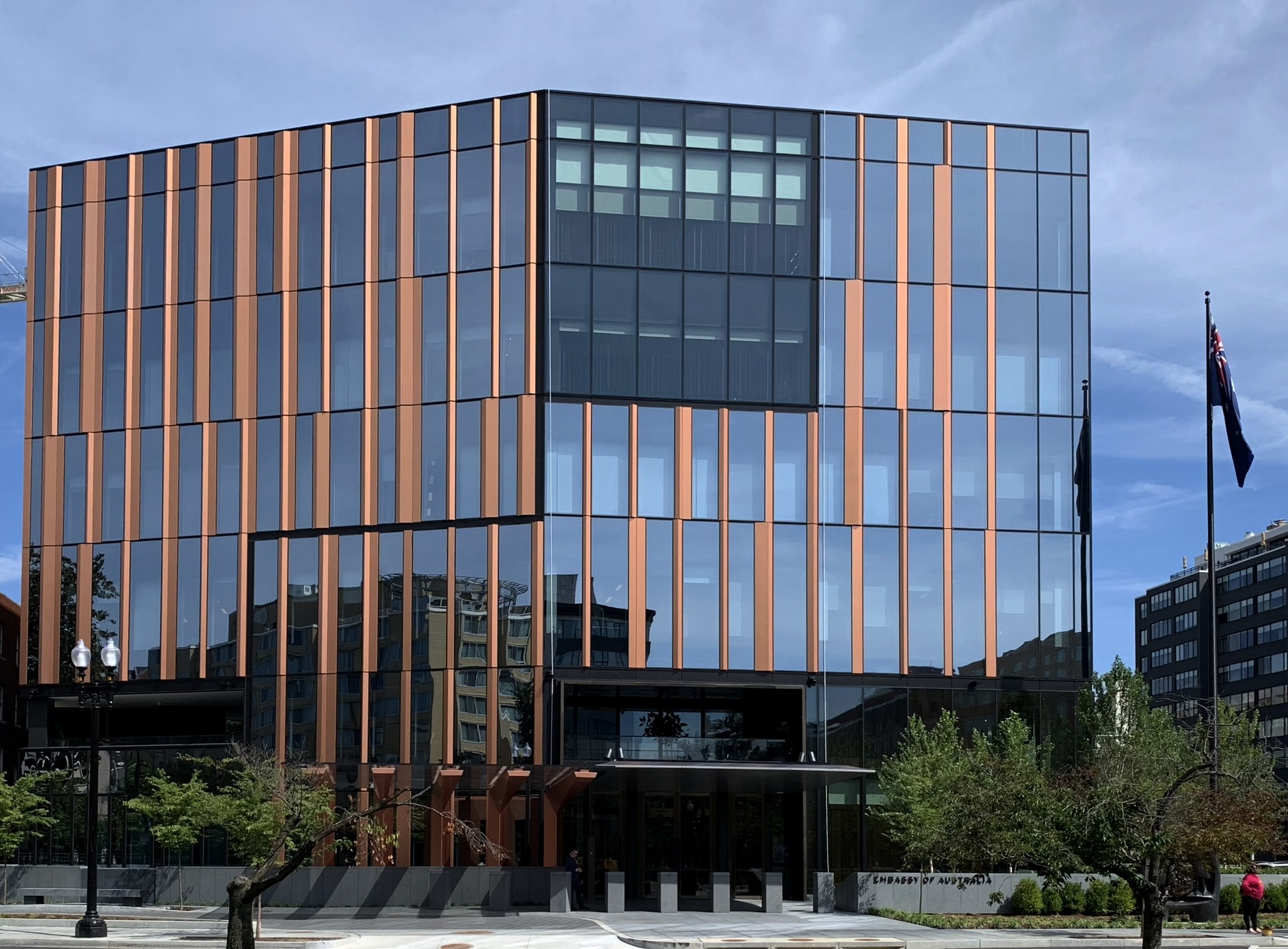
Australische Botschaft in Washington, D.C.

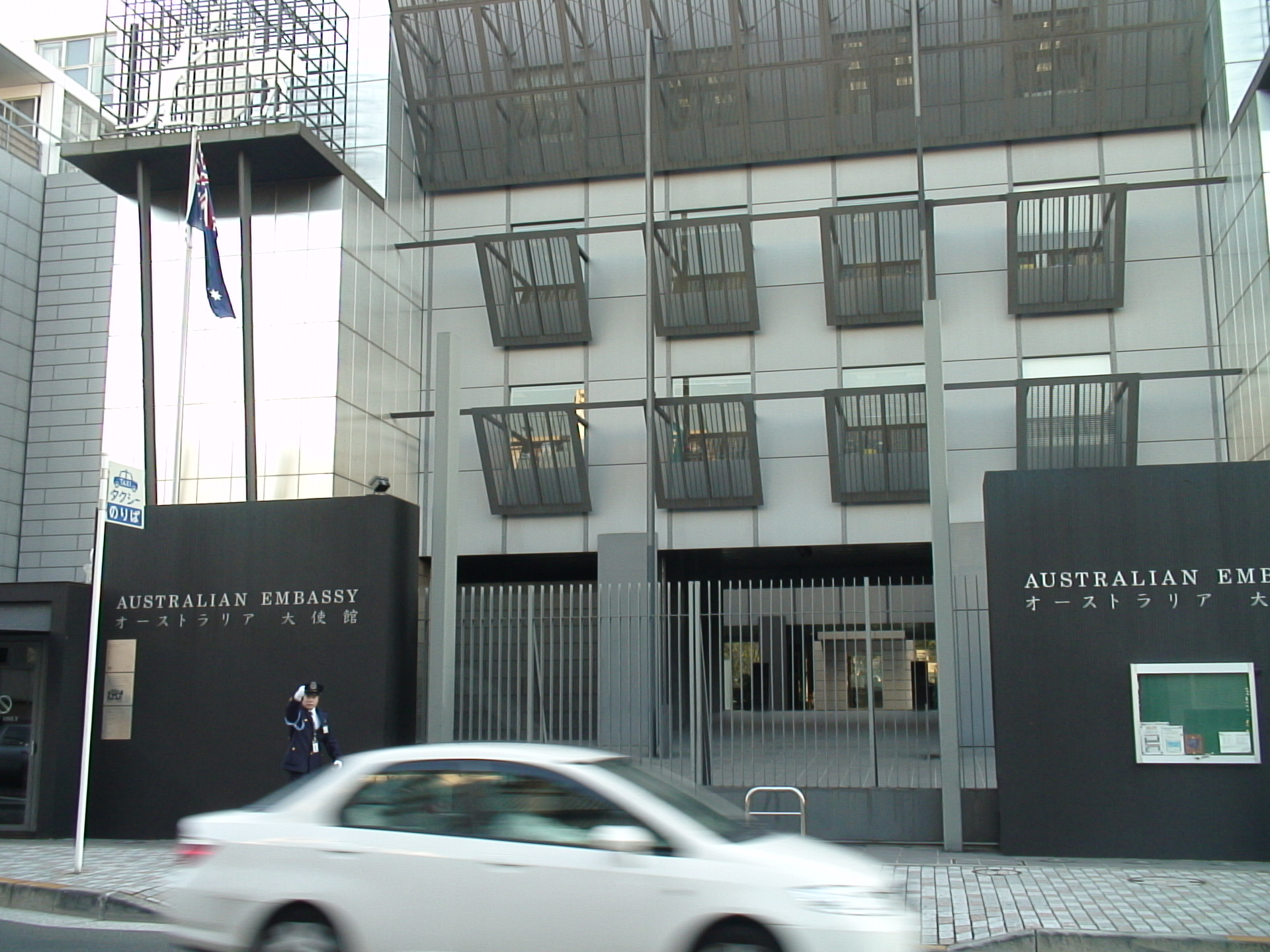
Australische Botschaft in Tokio

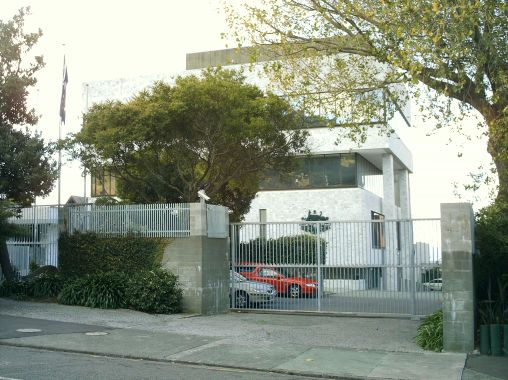
Australische Botschaft in Wellington

### Afrika
| - Ägypten: Kairo, Botschaft - Äthiopien: Addis Abeba, Botschaft - Ghana: Accra, Hohe Kommission - Kenia: Nairobi, Hohe Kommission | - Mauritius: Port Louis, Hohe Kommission - Nigeria: Abuja, Hohe Kommission - Simbabwe: Harare, Botschaft - Südafrika: Pretoria, Hohe Kommission |

### Asien
| - Afghanistan: Kabul, Botschaft - Bangladesch: Dhaka, Hohe Kommission - Brunei: Bandar Seri Begawan, Hohe Kommission - Volksrepublik China: Peking, Botschaft - Volksrepublik China: Chengdu, Generalkonsulat - Volksrepublik China: Guangzhou, Generalkonsulat - Volksrepublik China: Hongkong, Generalkonsulat - Volksrepublik China: Shanghai, Generalkonsulat - Indien: Neu-Delhi, Hohe Kommission - Indien: Chennai, Generalkonsulat - Indien: Mumbai, Generalkonsulat - Indonesien: Jakarta, Botschaft - Indonesien: Denpasar, Generalkonsulat - Iran: Teheran, Botschaft - Irak: Bagdad, Botschaft - Israel: Tel Aviv, Botschaft - Japan: Tokio, Botschaft - Japan: Fukuoka, Generalkonsulat - Japan: Osaka, Generalkonsulat - Japan: Sapporo, Konsulat - Jordanien: Amman, Botschaft - Kambodscha: Phnom Penh, Botschaft | - Kuwait: Kuwait, Botschaft - Laos: Vientiane, Botschaft - Libanon: Beirut, Botschaft - Malaysia: Kuala Lumpur, Hohe Kommission - Mongolei: Ulaanbaatar, Botschaft - Myanmar: Rangun, Botschaft - Nepal: Kathmandu, Botschaft - Osttimor: Dili, Botschaft - Pakistan: Islamabad, Hohe Kommission - Palästina: Ramallah, Verbindungsbüro - Philippinen: Manila, Botschaft - Saudi-Arabien: Riad, Botschaft - Singapur: Singapur, Hohe Kommission - Sri Lanka: Colombo, Hohe Kommission - Südkorea: Seoul, Botschaft - Taiwan: Taipei, Australisches Industrie- und Handelsbüro - Thailand: Bangkok, Botschaft - Vereinigte Arabische Emirate: Abu Dhabi, Botschaft - Vereinigte Arabische Emirate: Dubai, Generalkonsulat - Vietnam: Hanoi, Botschaft - Vietnam: Ho-Chi-Minh-Stadt, Generalkonsulat |

### Australien und Ozeanien
| - Fidschi: Suva, Hohe Kommission - Frankreich: Nouméa, Neukaledonien, Generalkonsulat - Kiribati: South Tarawa, Hohe Kommission - Nauru: Aiwo, Hohe Kommission - Föderierte Staaten von Mikronesien: Pohnpei, Botschaft - Neuseeland: Wellington, Hohe Kommission | - Neuseeland: Auckland, Generalkonsulat - Papua-Neuguinea: Port Moresby, Hohe Kommission - Salomonen: Honiara, Hohe Kommission - Samoa: Apia, Hohe Kommission - Tonga: Nukuʻalofa, Hohe Kommission - Vanuatu: Port Vila, Hohe Kommission |

### Europa
| - Belgien: Brüssel, Botschaft - Dänemark: Kopenhagen, Botschaft - Deutschland: Berlin, Botschaft - Deutschland: Frankfurt, Generalkonsulat - Frankreich: Paris, Botschaft - Griechenland: Athen, Botschaft - Irland: Dublin, Botschaft - Italien: Rom, Botschaft - Italien: Mailand, Generalkonsulat - Kroatien: Zagreb, Botschaft - Malta: Valletta, Hohe Kommission - Niederlande: Den Haag, Botschaft - Österreich: Wien, Botschaft - Polen: Warschau, Botschaft | - Portugal: Lissabon, Botschaft - Russland: Moskau, Botschaft - Schweden: Stockholm, Botschaft - Schweiz: Bern, Botschaft - Schweiz: Genf, Generalkonsulat - Serbien: Belgrad, Botschaft - Spanien: Madrid, Botschaft - Tschechien: Prag, Konsulat - Türkei: Ankara, Botschaft - Türkei: Istanbul, Generalkonsulat - Türkei: Çanakkale, Konsulat - Ukraine: Kiew, Botschaft - Vereinigtes Königreich: London, Hohe Kommission - Zypern: Nikosia, Hohe Kommission |

### Nordamerika
| - Kanada: Ottawa, Hohe Kommission - Kanada: Toronto, Generalkonsulat - Kanada: Vancouver, Konsulat - Mexiko: Mexiko-Stadt, Botschaft - Trinidad und Tobago: Port of Spain, Hohe Kommission - Vereinigte Staaten: Washington, D.C., Botschaft | - Vereinigte Staaten: Chicago, Generalkonsulat - Vereinigte Staaten: Honolulu, Generalkonsulat - Vereinigte Staaten: Houston, Generalkonsulat - Vereinigte Staaten: Los Angeles, Generalkonsulat - Vereinigte Staaten: New York, Generalkonsulat - Vereinigte Staaten: San Francisco, Generalkonsulat |

### Südamerika
| - Argentinien: Buenos Aires, Botschaft - Brasilien: Brasília, Botschaft - Brasilien: São Paulo, Generalkonsulat | - Chile: Santiago de Chile, Botschaft - Kolumbien: Bogotá, Generalkonsulat - Peru: Lima, Botschaft |

## Vertretungen bei internationalen Organisationen
- Europäische Union: Brüssel, Ständige Mission
- Vereinte Nationen: New York, Ständige Vertretung
- Vereinte Nationen: Genf, Ständige Vertretung
- Organisation der Vereinten Nationen für Erziehung, Wissenschaft und Kultur (UNESCO): Paris, Ständige Vertretung
- Heiliger Stuhl: Vatikanstadt, Botschaft